# Calcibius calcarifer
Calcibius calcarifer är en mångfotingart som beskrevs av Chamberlin och Wang 1952. Calcibius calcarifer ingår i släktet Calcibius och familjen stenkrypare. Inga underarter finns listade i Catalogue of Life.